# 萊爾河
44°39′52″N 1°1′23″W / 44.66444°N 1.02306°W
萊爾河（法语：L'Eyre 或 la Leyre）是法國的河流，位於該國西南部，河道全長118公里，流域面積1,700平方公里，平均流量每秒18.8立方米，發源自萨布尔，最終注入阿卡雄灣。

## 外部連結
- http://www.geoportail.fr （页面存档备份，存于）
- The Eyre/Grande Leyre at the Sandre database